# Das Geheimnis der Sicherheit
Das Geheimnis der Sicherheit ist ein internationaler Spielfilm von Regisseur Dani Levy aus dem Jahr 2000. Der im Circle-Vision-Format produzierte Film wurde exklusiv für einen Themenpark produziert. Seine Uraufführung erlebte der Film am 1. Juni 2000 im Themenpark Autostadt bei Wolfsburg.

## Handlung
Die in Form eines modernen Märchens erzählte Geschichte handelt von der Reise einer schüchternen Bibliothekarin, die sich auf der Suche nach der Liebe ihres Lebens in ein Traumland begeben muss und dort auf der Suche nach sich selbst verschiedene Abenteuer bestehen muss. Der Film beginnt in einem Kinderzimmer, wo ein junges Elternpaar ihre Tochter vor einem Theaterbesuch der Obhut des Großvaters anvertrauen. Die Tochter, besorgt darüber, ob und wann ihre Eltern wieder zurück nach Hause kommen, wird vom Großvater mit einer spontan erfundenen Geschichte abgelenkt. Darin spielen ihre Eltern ebenso wie der Großvater selbst tragende Rollen.

## Produktionsnotizen
Gedreht wurde der Film im Circlevision-Format. Dieses Format bespielt die Kinoleinwand mit 360° und erlaubt es dem Zuschauer, mitten im Filmgeschehen zu stehen. Global gibt es nur eine Handvoll dafür eingerichtete Kinos, die meisten davon in Themenparks und extra für die Filme gebaut.
Für die Dreharbeiten eines Circlevision-Films werden 9 Filmkameras im 35 mm-Format auf verspiegeltes Spezialstativ montiert. Weltweit existieren nur zwei dieser Apparaturen: Beide wurden von Don Iwerks im Auftrag von Disney entwickelt. Da Disney das eigene Kamera-Rigg nur für die Herstellung von Filmen für die eigenen Themenparks zugänglich macht, musste auf das im Privatbesitz von Don Iwerks befindliche Equipment ausgewichen werden. Während der Dreharbeiten in den Bavaria Studios, in Island und den USA waren jeweils 12 Arri-3-Kameras auf dem Filmset. Mit 9 Kameras wurde parallel gedreht, um den Rundumblick-Effekt zu gewährleisten, 3 weitere Kameras waren drehbereit als Reservegeräte on Location.
Der von Komponist Niki Reiser komponierte Soundtrack des Films wurde in Prag von einem Live-Orchester mit Chor eingespielt.

## Eintritte
Der Film verzeichnete seit seiner Premiere im Juni 2000 über 10 Mio. Besucher und dürfte damit zu den erfolgreichsten Filmen von Regisseur Dani Levy und der Condor Films zählen.

## World Sales
Das Geheimnis wird nur im Themenpark Autostadt bei Wolfsburg im speziell dazu erstellten Event-Kino vorgeführt. Bedingt durch die 360-Grad-Drehformat gibt es keine Möglichkeit, das Seherlebnis des Filmes auf einem einzigen Bildschirm mittels DVD oder Bluray nachzuvollziehen.